# DS Automobiles
A DS Automobiles (röviden DS) 2010-től  a PSA-csoporthoz tartozó prémium almárka.

## A név eredete
A DS modellnév lényegében egy szójáték: a DS betűk francia kiejtése déesse ("déesz"), amely franciául istennőt jelent. A név egyben utal az 1955 és 1975 között gyártott Citroën DS-re, a cég történetének egyik leghaladóbb, legeredetibb modelljére is.

## Története
2010-ben a Citroën feltámasztotta a DS nevet egy luxusfelszereltségű modellsorozat elnevezéseként. Eddigi modellek: DS3, DS4, DS5. 2016 óta a DS (DS Automobiles)  különálló márka lett.

## Jelenlegi modelljei
| DS 3 | DS 3 Crossback | DS 4 | DS 4S | DS 5 | DS 5LS | DS 6 | DS 7 Crossback |
| ---- | -------------- | ---- | ----- | ---- | ------ | ---- | -------------- |
|      |                |      |       |      |        |      |                |

### Koncepcióautók

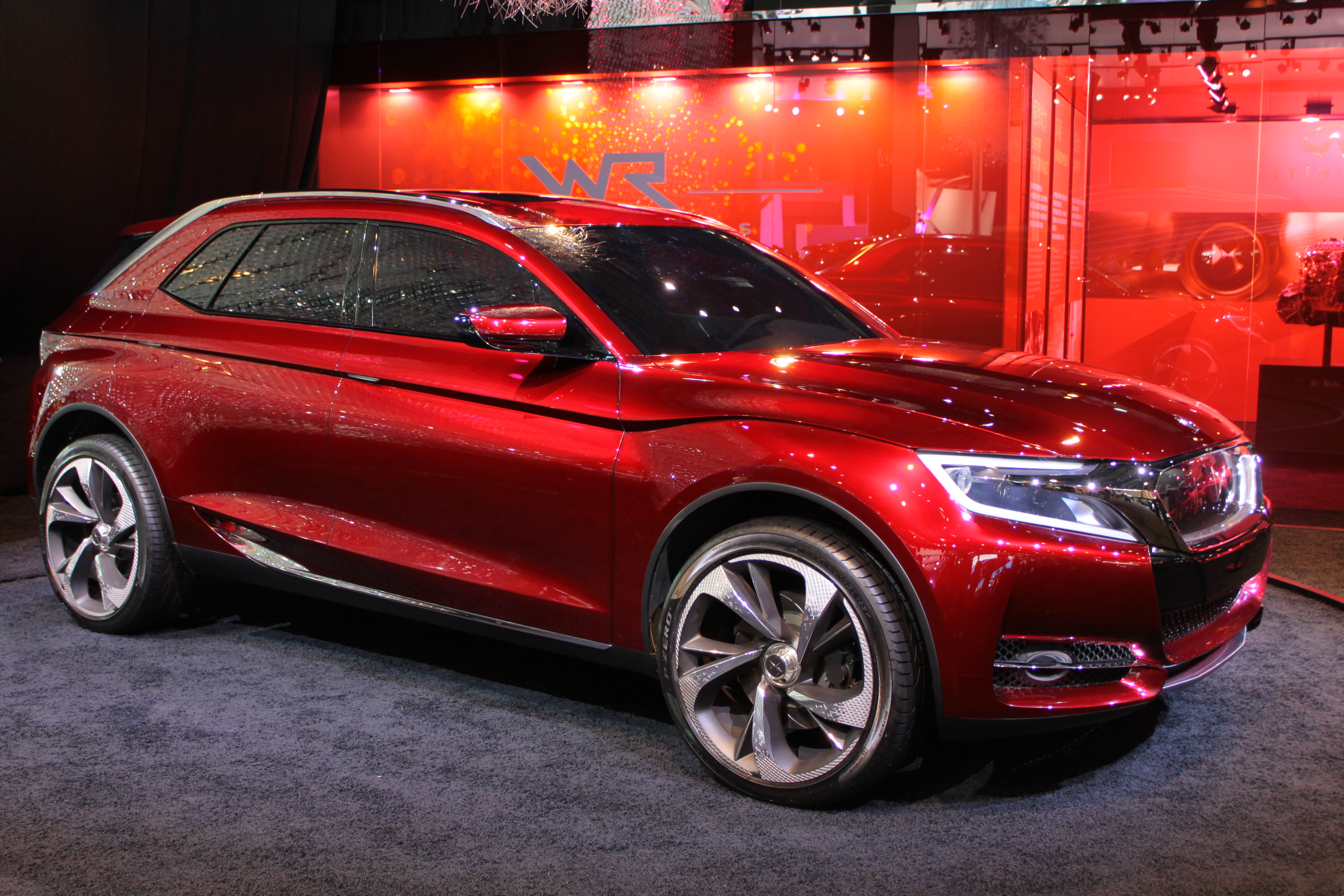
2013 DS Wild Rubis
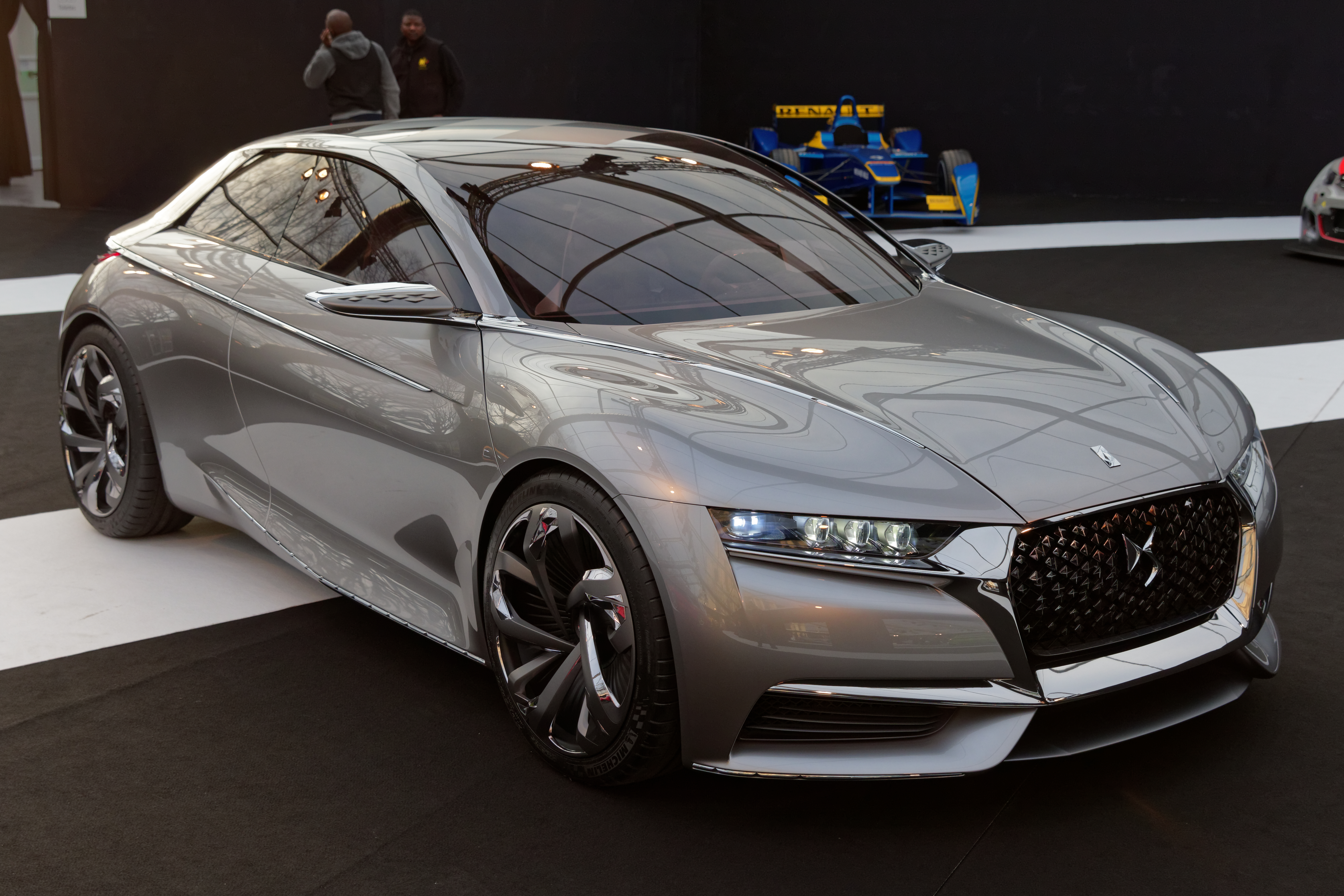
2014 DS Divine
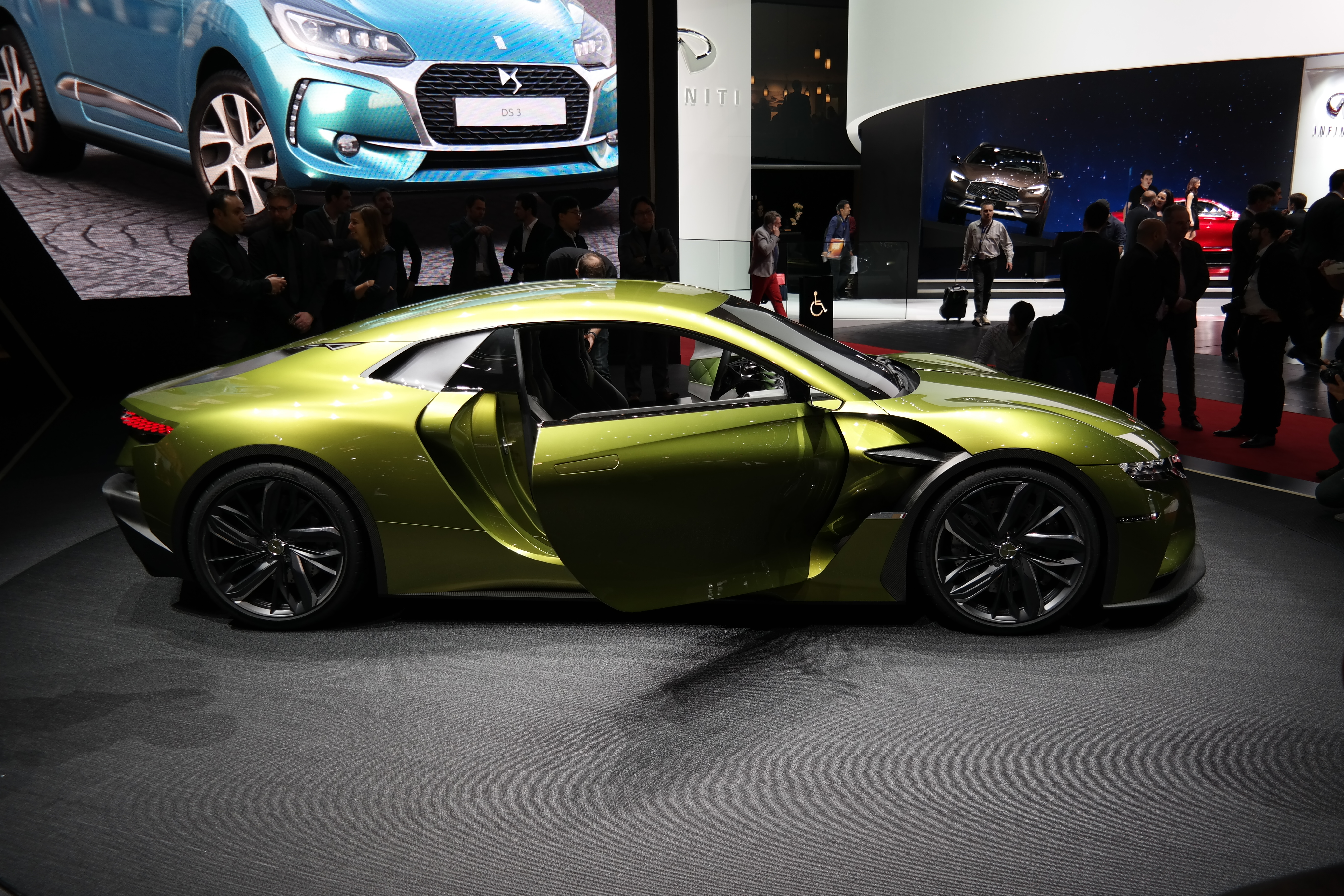
2016 DS E-Tense
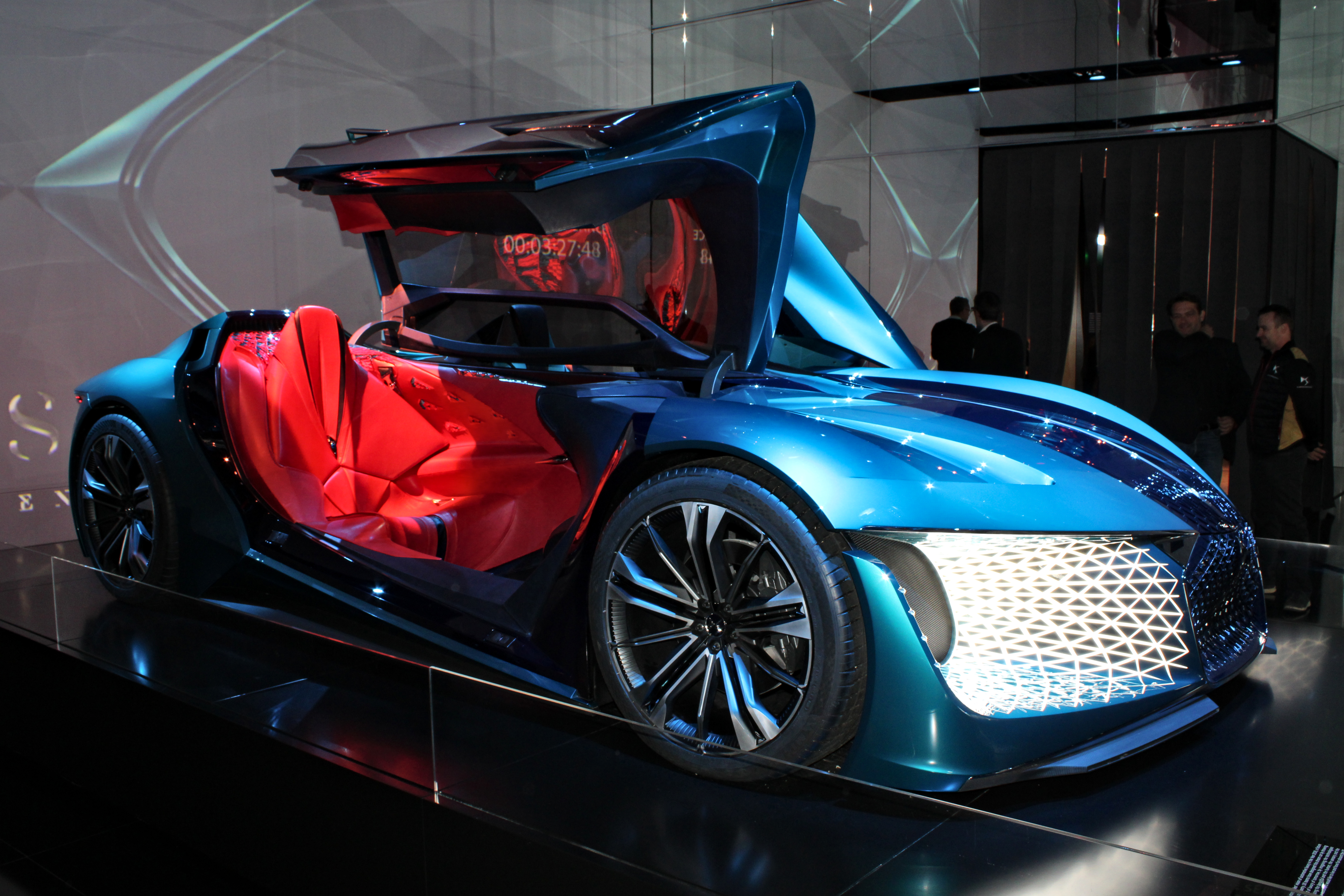
2018 DS X E-Tense